# HD 210803
HD 210803, EPIC 206135267 — двойная звезда в созвездии Водолея на расстоянии (вычисленном из значения параллакса) приблизительно 300 световых лет (около 92 парсеков) от Солнца. Видимая звёздная величина звезды — +9,54m.
Вокруг звезды обращается, как минимум, одна планета.

## Характеристики
Первый компонент — оранжевый субгигант спектрального класса K2IV. Масса — около 1,04 солнечной, радиус — около 2,5 солнечных. Эффективная температура — около 5165 К.
Второй компонент удалён на 1,5 угловых секунды.

## Планетная система
В 2016 году командой астрономов было объявлено об открытии планеты.